# Анита Хегерланд
Анита Хегерланд (на норвежки: Anita Hegerland, правилен правопис на фамилията Хайерлан) е норвежка поп-певица. Известна е с кариерата, която прави в детските си години на скандинавския и немския музикален пазар, а също и с последващото сътрудничество с Майк Олдфийлд.

## Биография
На 8-годишна възраст Анита е открита от продуцента Фредрик Фрийс по време на коледно парти. През 1969 година изпява „Албертино“ и „Hvis jeg var en fugl“ („Ако бях птица“) – сингли, които излизат на самостоятелна 45-оборотна плоча. Нейната музикална кариера в скандинавските страни започва стремително през 1970 година с песента „Mitt Sommarlov“ (в превод „Моята лятна ваканция“). Песента прекарва 22 седмици в норвежката класацията за сингли, като през 2 от седмиците е на първо място, а също става и хит №1 в Швеция. През 1971 година издава сингъла „Schön ist es auf der Welt zu sein“ („Хубаво е да си на този свят“) с германския музикант Рой Блак. Песента е записана както на немски, така и на норвежки. От нея са продадени 2 милиона копия, като 1,3 млн. само в Германия, а в Норвегия прекарва 30 седмици в класацията на синглите, достигайки до трето място.
Общо в детските си години Анита участва в 4 албума, които влизат в тази класация, като последният е от 1973 година. Тя е и сред финалистите на норвежкото състезание за излъчване на представител на Евровизия 1971. През 1980-те години участва като вокалистка в 2 продукции на Майк Олдфийлд: албума „Islands and Earth Moving“ и сингъла „Pictures in the Dark“.
Анита Хегерланд пее на песенния конкурс „Златния Орфей“ в България през 1970 г. Българската звукозаписна компания „Балкантон“ издава грамофонна плоча с песента ѝ „Албертино“, която е хит по онова време в България.
От Олдфийлд тя има 2 деца – Грета Мари (р. 1988) и Ноа Даниел (р. 1990). Двойката се разделя през 1991 г. и Анита се връща в Норвегия с двете си деца. Днес тя живее на остров Нешьоя, близо до Осло, с австралиеца Джок Лъвбенд, баща на третото ѝ дете, Кая (р. 1999 г.).